# Маслюков, Юрий Дмитриевич
Ю́рий Дми́триевич Маслюко́в (30 сентября 1937 года, Ленинабад, Таджикская ССР, СССР — 1 апреля 2010 года, Москва, Россия) — советский и российский государственный и политический деятель, член Политбюро ЦК КПСС (1989—1990), первый заместитель председателя Совета министров СССР (1988—1991), первый заместитель председателя правительства России (1998—1999).
Член ЦК КПСС в 1986—1991 годах, кандидат в члены Политбюро ЦК КПСС (1988—1989), член Политбюро ЦК КПСС (1989—90).
Депутат Совета Национальностей Верховного Совета СССР 11 созыва (1984—1989) от Мордовской АССР, депутат Госдумы России со второго по пятый созывы (1995—2010). В 1981 году присвоено воинское звание капитан запаса.

## Биография
Родился 30 сентября 1937 года в таджикском городе Ленинабаде в семье шофёра. Отец погиб на фронте во время Великой Отечественной войны.
До 1957 года обучался в Высшем артиллерийском инженерном училище в Ленинграде, в 1962 году окончил Ленинградский механический институт (квалификация — «инженер-механик»).
В 1962—1970 годах работал инженером, начальником отдела, главным инженером Ижевского научно-исследовательского технологического института.
В 1970—1974 годах был главным инженером — заместителем директора филиала № 1 Ижевского машиностроительного завода.
В 1974—1979 годах — начальник Главного технического управления Министерства оборонной промышленности СССР.
В 1979—1982 годах — заместитель министра оборонной промышленности СССР.
В 1982—1985 годах — первый заместитель Председателя Госплана СССР.
В 1985—1988 годах — заместитель Председателя Совета министров СССР. Участник ликвидации последствий катастрофы на Чернобыльской АЭС. Председатель Военно-промышленной комиссии Совета Министров СССР (1985—1991).
В сентябре 1989 года (на сентябрьском Пленуме ЦК КПСС: 19—20 сентября 1989 года) переведён из кандидатов в члены Политбюро ЦК КПСС.
В 1988—1991 годах — первый заместитель Председателя Совета министров СССР, Председатель Госплана СССР.
С 15 января по 28 августа 1991 года — заместитель Премьер-министра СССР, председатель Государственной военно-промышленной комиссии Кабинета министров СССР. После отставки Кабинета министров СССР в результате отставки премьера Павлова, работал в статусе и. о. заместителя премьер-министра до 26 ноября 1991 года, когда был освобождён от своих обязанностей специальным указом Президента СССР.
В 1992 году учредил Институт оборонных исследований и руководил им до 1995 года. Был генеральным директором АО «Югтрастинвест».

### В Государственной думе и Правительстве России
В 1995 году возглавил Комитет по экономической политике Государственной думы Российской Федерации. Оставил работу в Госдуме и вошёл в правительство. 2 октября 1998 года сложил мандат в связи с назначением должность первого заместителя председателя правительства Российской Федерации. Мандат перешёл Анатолию Барыкину.
С июля по сентябрь 1998 года — министр промышленности и торговли Российской Федерации.
В 1998—1999 годах (до отставки правительства Примакова) был первым заместителем председателя правительства России.
Ельцин предлагал Маслюкову возглавить правительство, однако тот отказался, заявив, что готов работать первым замом у премьер-министра Примакова.
В 1999 году в автокатастрофе под Петербургом погиб сын Маслюкова, 39-летний Дмитрий.
В декабре 1999 года Юрий Дмитриевич Маслюков был избран депутатом Государственной думы Российской Федерации по одномандатному округу № 28 (Удмуртия), в 2000 году стал председателем Комитета Государственной думы по промышленности, строительству и наукоёмким технологиям. В том же году избран председателем Союза производителей нефтегазового оборудования. 3 апреля 2002 года снят с должности председателя Комитета. В этот день Госдума приняла решение об отстранении членов и сторонников Компартии от руководства 6 комитетами и Мандатной комиссией.
С августа 2002 года по июль 2007 года Маслюков возглавлял новый отраслевой союз — Ассоциацию операторов евразийского рынка птицы, в которую вошли крупнейшие компании-импортеры.
В декабре 2003 года был избран депутатом Государственной Думы по списку КПРФ, член Комитета по бюджету и налогам. В 2007 году вновь избран в Госдуму по федеральному списку КПРФ, стал председателем Комитета по промышленности Государственной Думы.
В 2008 году избран сопредседателем Комиссии Государственной Думы по рассмотрению расходов, направленных на обеспечение обороны и государственной безопасности Российской Федерации.
В 2009 году входил в состав Парламентской комиссии по расследованию обстоятельств, связанных с возникновением чрезвычайной ситуации на Саяно-Шушенской ГЭС.
1 апреля 2010 года после продолжительной болезни Юрий Дмитриевич скончался в одной из больниц Москвы.

## Память

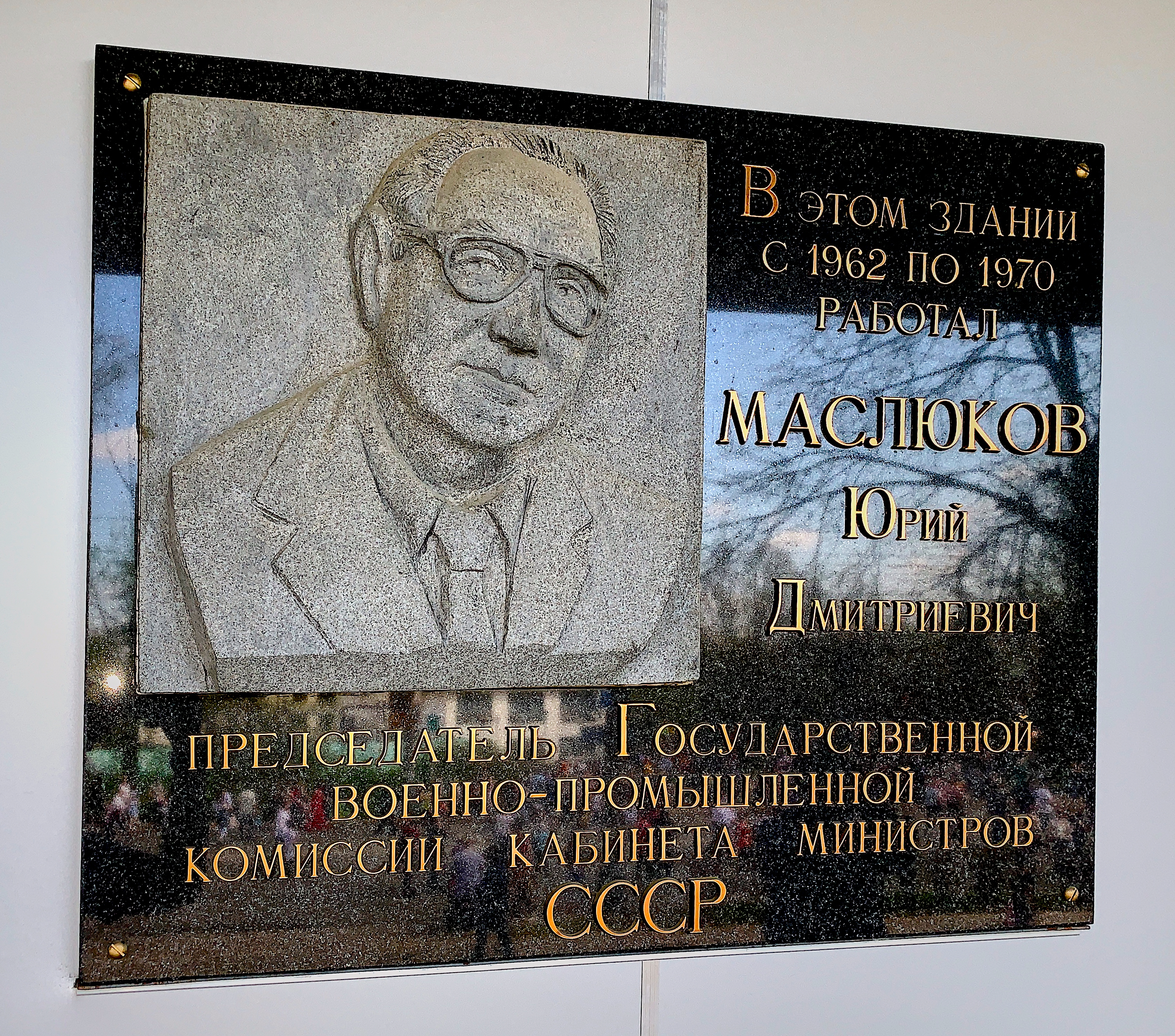
Памятная табличка Маслюкову Ю. Д. на входе в здание НИТИ «Прогресс» в Ижевске

В сентябре—октябре 2012 года в Государственном центральном музее современной истории России в Москве прошла выставка, посвящённая 75-летию со дня рождения Маслюкова.
1 октября 2013 года в Балтийском государственном техническом университете «Военмех» им. Д. Ф. Устинова состоялось торжественное открытие именной аудитории Юрия Дмитриевича Маслюкова.

## Награды
- Орден Ленина (29 сентября 1987)
- Орден Октябрьской Революции
- Орден Трудового Красного Знамени
- Орден «Знак Почёта»
- Почётная грамота Правительства Российской Федерации (10 октября 1997) — за заслуги перед государством и многолетний добросовестный труд[19]
- Почётная грамота Правительства Российской Федерации (28 мая 1999) — за заслуги перед государством и многолетний добросовестный труд[20]
- Почётная грамота Правительства Российской Федерации (30 сентября 2002) — за многолетнюю плодотворную государственную деятельность[21]
- Благодарность Правительства Российской Федерации (30 сентября 2007) — за многолетнюю и плодотворную государственную деятельность[22]